# Древогрызы
Древогры́зы, или ликтусы (лат. Lyctidae) — семейство мелких жуков подотряда разноядных (Polyphaga). Некоторые исследователи классифицируют древогрызов как подсемейство (Lyctinae) семейства капюшонников.

## Описание
У этих жуков тело продолговатое, сверху уплощённое, лапки 5-члениковые с редуцированным первым члеником; усики с 2-члениковой булавой; личинки безногие, белой окраски. По строению взрослые жуки и личинки близки лжекороедам. Развиваются древогрызы в сухой древесине, которой питаются и жуки и личинки.

## Распространение
Древогрызы распространены практически по всей Земле за исключением полярных областей. Известно более 100 видов.

## Древогрызы и человек
Повреждают деревянные постройки, столбы, мебель и другие деревянные изделия.

## Классификация
В составе семейства следующие роды:
- Acantholyctus Lesne, 1924
- Cephalotoma Lesne, 1911
- Lyctoderma Lesne, 1911
- Lycthoplites Lesne, 1925
- Lyctodon Lesne, 1937
- Lyctopsis Lesne, 1911
- Lyctoxylon Reitter, 1878
- Lyctus Fabricius, 1792
- Minthea Pascoe, 1863
- Phyllyctus Lesne, 1911
- Triastaria Reitter, 1878
- Trogoxylon LeConte, 1862